# EvilWeb
EvilWeb — российская хакерская группа, известная своими кибератаками, DDoS-атаками на государственные структуры стран НАТО. Группировка стала популярной благодаря своими взломами во Франции, и Украине.

## Руководитель
Руководителем группировки является фигура, известная под псевдонимом Levis. Он привлёк внимание общественности и СМИ, выступая в интервью на федеральных телеканалах, где он высказывался о проблемах кибербезопасности и частично раскрывал детали работы группы.

## Атаки

### 2024
28 августа группировка атаковала сайт французской жандармерии после задержания бизнесмена и основателя Telegram Павла Дурова в Париже, сообщает Telegram-канал «Baza». По его информации, ресурс был недоступен на протяжении шести часов. Канал отметил, что специалистам удалось перенести сайт французской жандармерии на новые серверы, однако после этого хакеры ударили вновь. Согласно публикации, группировка поразила всю сложную систему серверов, в том числе прокси, балансеры, FTP-серверы, DNS-серверы и серверы для VIOP.
29 сентября группировка взломала сайт СБУ, тем самым получила доступ к базе данных. О взломе сообщили в Telegram-канале «Mash». Группировка завладела огромным количеством информации о сотрудниках, включая ФИО, контакты, аккаунты в соц. сетях, IP-адреса сотрудников СБУ. В руки российских хакеров попали данные курсантов академии СБУ за несколько лет. Кроме того, канал сообщает, что по выложенным в сеть строчкам кода можно найти «приватные ключи и изучить базу данных с IP-адресами госслужащих». Все эти данные были опубликованы в открытый доступ.